# Cuillère curette

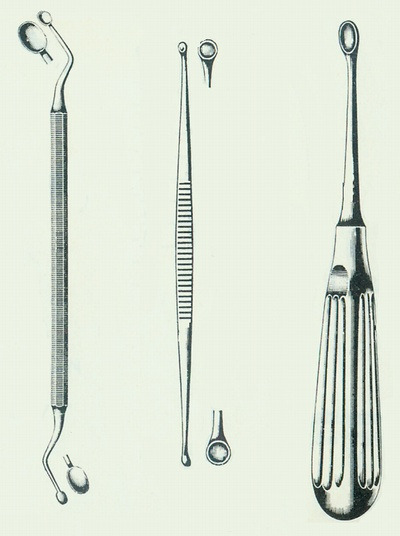
Différents modèles de cuillères curettes. Le modèle à droite est aussi appelé cuillère à kyste.

Une cuillère curette est un outil chirurgical. Cet instrument a été développé en 1910 par le chirurgien Carl Partsch, dans un premier temps pour la chirurgie-dentaire pour l'ablation de kystes. D'une longueur le plus souvent comprise entre 12 et 16 cm, les cuillères curettes sont le plus souvent munies de deux extrémités coupantes. Son nom vient de sa fonction de curage. Elles servent à gratter les proliférations de tissus ou à racler les cavités osseuses (excochleation). Une application fréquente se trouve dans le nettoyage des alvéoles dentaires après une extraction ou une ostéotomie pour retirer les tissus de granulation.
La cuillère curette n'est plus seulement utilisée dans le cadre de la médecine dentaire, mais aussi dans d'autres domaines, en particulier pour la dermatologie, par exemple, lors de kératoses séborrhéiques, de verrues et de molluscum contagiosum.
Les excavatrices employées pour l’élimination de caries dentaires sont similaires mais de plus petites dimensions.